# أنا في حديقة الحيوان
أنا في حديقة الحيوان (بالإنجليزية: Me at the zoo)‏ هو أول مقطع فيديو رفع على موقع يوتيوب. وذلك في 23 أبريل 2005 على الساعة 20:27:12 بتوقيت منطقة المحيط الهادئ (في 24 أبريل 2005 على الساعة 3:27:12 بالتوقيت العالمي المنسق) من قبل جواد كريم؛ الشريك الثالث من مؤسسي موقع يوتيوب. باسم المستخدم jawed وقام بتصويره صديقه في المدرسة الثانوية ياكوف لابيتسكي.
أنشأ حسابًا على يوتيوب في نفس اليوم.
تم تصوير هذا الفيديو الذي لا يتجاوز مدته ٢٠ ثانية تقريبًا من طرف ياكوف لابيتسكي في حديقة حيوانات سان دييغو، ويظهر فيه كريم أمام الفيلة بمعرضهم القديم في إليفانت ميسا، وهو يبدي اهتمامه بها قائلا: «حقًا، حقًا، حقًا، خراطيم طويلة».

## النص والتسمية التوضيحية
نص الفيديو هو:

## معطيات الفيديو
| اسم القناة | المشاهدات | الإعجابات | اللاإعجابات | التعليقات |
| ---------- | --------- | --------- | ----------- | --------- |
| jawed      | 337 مليون | 16 مليون  | -           | 10 مليون  |

## تراثيًا
يصف جريج جربو تمثيل الفيديو لـ«لحظة عادية» بأنها «استثنائية» لوقتها، موضحةً رؤية المؤسس المشارك لموقع يوتيوب جاويد كريم لما سيصبح عليه يوتيوب. وفقًا لجاربو، أظهر فيلم «أنا في حديقة الحيوان» أن يوتيوب لم يكن مجرد محاولة «التقاط لحظات خاصة على الكاميرا» بل محاولة تمكين مستخدمي يوتيوب«ليصبحوا مذيعي الغد». مهد هذا الطريق ليوتيوب ليصبح أكثر منتديات الفيديو عبر الإنترنت شهرة في العالم. قال آرون دوبلانتير إن نمط «الحياة اليومية» العادية و«الجمالية الجافة» في «أنا في حديقة الحيوان» حددت نمط نوع محتوى الهواة الأصيل الذي سيصبح تقليدياً على يوتيوب، خاصة بين اليوتيوبريين والمدونيين المرئيين (أو صانعي الفلوقز). بالإضافة إلى كونه أول مقطع فيديو على يوتيوب، فقد تم وصفه بأنه أول تدوين مرئي (فلوق) على يوتيوب.
صنفه موقع بزنس إنسايدر كأهم فيديو على يوتيوب على الإطلاق، مشيرًا إلى أن أول فيديو على يوتيوب هو «ممثل لـيوتيوب- لا يلزم أن يكون هذا الإنتاج فارهاً؛ يكفي أن يكون مقرباً. أول فيديو على يوتيوب يمكن لأي شخص إنشاؤه بمفرده.» كما صنفته صحيفة ذا نيويورك أوبزرفر على أنه أهم فيديو في تاريخ يوتيوب، حيث ذكرت أن هذا «الشيء هو قطعة أثرية تاريخية عمليًا». صنفت بزفيد نيوز فيديو «أنا في حديقة الحيوان» ضمن أهم 20 مقطع فيديو على الإنترنت على الإطلاق.

## وصلات خارجية
- Me at the zoo على يوتيوب
- أنا في حديقة الحيوان على موقع IMDb (الإنجليزية)